# Paramyxida
A Paramyxida egysejtű paraziták taxonja a Rhizaria Endomyxa törzsében.

## Történet
Édouard Chatton 1911-ben írta le 1 nemzetséggel (Paramyxa) és 1 fajjal (Paramyxa paradoxa), melyet egy Banyuls-sur-Merből származó soksertéjűlárvában fedezett fel, de 2005-ig nem találtak új hasonló élőlényt, amikor Larsson és Køie 2005-ben felfedezték a Paramyxoides nephtyst.
Az 1960-as évek végén és az 1970-es években a bretagne-i laposkagyló-populáció jelentősen csökkent, nagymértékű szocioökonómiai változást okozva. Grizel et al. 1974-ben kimutatták, hogy a betegség oka a Marteilia refringens. 1976-ban Perkins és Wolf a Saccostrea glomerata halálát okozó Marteilia sydneyit mutatták ki Ausztrália közelében.
Grizel et al. a kládot két részre osztották, ezek a Marteiliidae és a Paramyxidae. Előbbi eredeti meghatározásáról Ward et al. igazolták, hogy parafiletikus az utóbbihoz képest, mert a Marteilia testvércsoportjának a Paramarteilia csak egy része.
Villalba et al. 1993-ban igazolták, hogy az erős Marteilia refringens-fertőzés gyakoribb, ha a szaporodás előtti és utáni állapotok együtt vannak jelen egy kagylópopulációban, és feltételezték, hogy a fertőzés gátolja a kagylók nemiszerv-fejlődését a tavaszi szaporodás után, és később anyagcseréjüket is befolyásolva, rontva állapotukat. Ngo et al. 2003-ban igazolták Crassostrea gigasban, hogy a fertőzött nemi szervekben megfigyelt nagy hemocita-infiltráció alapján bizonyos mennyiségű energiát a fertőzés legyőzésére használnak. Ugyanezt Bayne et al. 1982-ben kimutatta Mytilus edulisban.
Feist et al. 2009-ben javasolták a Marteilioides és a Paramyxoides elhagyását a Marteilioides chungmuensis Marteiliába, a Marteilioides branchialis Paramarteiliába helyezésével és a Paramyxoides és a Paramyxa egyesítésével. 2016-ban Ward et al. először molekuláris filogenetikai úton elemezték ennek helyességét. 2015-ben Adlard és Nolan kimutatták, hogy a Marteilia sydneyi életciklusa a Nephtys australiensis és a S. glomerata között váltakozó, kétgazdás.

## Morfológia
A Haplosporidia kládhoz hasonlóan spórái felszíne alapján sorolták eredetileg is az Ascetosporea kládba. Ugyan citológiai eredmények szerint vannak mitokondriumai, egyes szerzők megjegyezték, hogy kevés van, és nagyon egyszerűsödtek például cristáik összetettségében.
A haplosporoszóma-szerű testek alapján már 1979-ben a Haplosporidia közeli rokonának tekintették, és ultraszerkezeti jellemzők alapján is rokona.
Ultraszerkezetileg redukált centriólumai vannak 9 mikrotubulussal, melyek az orsókészülék mikrotubulusaival függnek össze. A magburok magosztódáskor széthasad.

## Életmód
Tengeri gerinctelenek, például puhatestűek, rákok és soksertéjűek ozmotróf emésztőrendszeri és petefészekben élő parazitái tartoznak ide.
Fertőzési ablaka általában tavasztól őszig tart. Az olyan stresszorok, mint a magas hőmérséklet és a hirtelen sótartalom-csökkenés az állatok sejtes immunitását csökkenthetik, a parazita növekedését gyorsíthatják, amit segít a szaporodás utáni rossz állapotuk is, így fertőzési intenzitása és prevalenciája nyáron és ősszel magasabb.

## Életciklus
Fertőző változatai amőbák. Ezek osztódással az anyasejten belül maradó utódsejteket alkotnak, így többsejtűnek tűnnek. A sejtek két-, a Marteilioides és a Marteilia esetén három- vagy a Paramyxa esetén négysejtű, nyílás nélküli spórává fejlődhetnek tovább. Sejt- és magosztódások összetett sorozatával alakul ez ki. Az evezőlábú rákok a Marteilia refringens vektorai lehetnek.
Életciklusát és sporulációját a hőmérséklet jelentősen befolyásolhatja: a Marteilia refringens és a Marteilioides chungmuensis fertőzésintenzitása és prevalenciája nyáron a legnagyobb, de utóbbi petékben túl tud élni 8 °C-os vízben is.

## Rendszertan
A Paramyxida a parazita egysejtűekből álló Ascetosporeába tartozik, és 2019-ben 5 ismert nemzetsége volt:
- Marteilia
- Paramyxa
- Paramarteilia
- Marteilioides
- Eomarteilia

Ward et al. 2016-ban filogenetikai úton létrehozták az Eomarteiliát a korábbi Marteilia granula számára (így új neve Eomarteilia granula lett), és igazolták a Marteilioides függetlenségét a Marteiliától.

## Genetika
Magi genomja kicsi (12–36 Mbp), kevés gént (2300–5200) és sok nem kódoló DNS-t (70–90%) tartalmaz, és vannak kanonikus intronjai. Egy 2024-es kutatás nem észlelt mtDNS-t, ennek oka lehet a mitokondriumok alacsony száma vagy a redukált vagy elvesztett mitokondriális genom. Ez utóbbit alátámasztja a POP (növényi sejtszervecske-DNS-polimeráz) hiánya is, de ennek oka lehet az, hogy túlzottan különbözik az ismert POP-típusoktól. A Mikrocytidával közös ősében a splicinggel kapcsolatos veszteségeket tartalmazó géncsoportok sűrűsödtek, ez alapján a spliceoszóma redukciója feltehetően korán kezdett el redukálódni a Paramyxidában fennmaradt intronok ellenére.
950 gén jellemző kizárólag a Paramyxidára, emellett 17 Mikrocytidával közös génje van. A stresszválaszban, a sejtkommunikációban és a sejtszervecskék részeiben érintett gének nagy részét elvesztette, többi génje más csoportok jellemzője lehet. A kis genom oka a sok korábbi génveszteség: az Ascetosporea–Reticulomyxa klád, az Ascetosporea, valamint a Paramyxida–Mikrocytida ág közös ősében sok génveszteség volt kevés duplikációval, génkeletkezéssel vagy -transzferrel, a Paramyxida közös ősében azonban jobbára új gének jöttek létre kevés veszteséggel, míg a Mikrocytida közös ősében elsősorban génveszteségek történtek. A Marteilia pararefringensben és a Paramartellia canceriben azonban többségében génduplikációk és -transzferek történtek kevés új génnel vagy génveszteséggel. Megnövekedett géncsoportok például a lipidtranszport: mivel mitózisa során az új sejtek anyasejtjükben jönnek létre (matrjoskasejt), a Paramyxida fejlődése során a foszfolipidigény magas, ez növelhette a transzmembrán lipidtranszportot.
2016-ban Ward et al. a Paramyxida specifikus polimeráz-láncreakciós kimutatására alkalmas primereket hoztak létre.

## Jelentőség
Fajai gazdaságilag jelentős puhatestűek, például osztrigák nagy hozamcsökkenést okozó patogénjei (például a Marteilia sydneyi a QX-betegség, a Marteilia refringens az Aber-kór (más néven marteiliózis) oka).
A fertőzött állatok nemi szervei kevésbé fejlődnek ki, az állatban maradt peték hemociták általi fagocitózisa nem történik meg.
Egyes fajok, például a Paramartellia orchestiae az Orchestia gammarellusban és az Orchestia aestuarensisben teligéniát (csak nőstény utódokból álló generációkat) és nemváltozást okoz.

## Fordítás
Ez a szócikk részben vagy egészben  a   Paramyxida című német Wikipédia-szócikk ezen változatának fordításán alapul.  Az eredeti cikk szerkesztőit annak laptörténete sorolja fel. Ez a jelzés csupán a megfogalmazás eredetét és a szerzői jogokat jelzi, nem szolgál a cikkben szereplő információk forrásmegjelöléseként.